# Diapherodes laevicollis
Diapherodes laevicollis är en insektsart som beskrevs av Ludwig Redtenbacher 1908. Diapherodes laevicollis ingår i släktet Diapherodes och familjen Phasmatidae. Inga underarter finns listade i Catalogue of Life.